# Субаева, Гюльсюм Камалетдиновна
Гюльсюм Камалетдиновна Субаева (16 ноября 1930, Ленинград, РСФСР, СССР) — советский и российский монтажёр фильмов.

## Биография
Гюльсюм Камалетдиновна Субаева родилась 16 ноября 1930 года.
Монтажёр киностудии «Ленфильм».
Член Союза кинематографистов России.

## Фильмография
1. 1965 — Иду на грозу  (Режиссёр-постановщик: Сергей Микаэлян)
2. 1967 — Первороссияне  (Режиссёр-постановщик: Александр Иванов)
3. 1968 — Всего одна жизнь    (СССР/Норвегия) (Режиссёр-постановщик: Сергей Микаэлян)
4. 1969 — Рудольфио  (короткометражный) (Режиссёр-постановщик: Динара Асанова)
5. 1970 — Миссия в Кабуле  (Режиссёр-постановщик: Леонид Квинихидзе)
6. 1972 — Меченый атом  (совместно с Александрой Боровской) (Режиссёр-постановщик: Игорь Гостев)
7. 1972 — Моя жизнь  (ТВ) (Режиссёр-постановщик: Григорий Никулин)
8. 1974 — Не болит голова у дятла  (Режиссёр-постановщик: Динара Асанова)
9. 1976 — Ключ без права передачи  (Режиссёр-постановщик: Динара Асанова)
10. 1978 — Двое в новом доме  (Режиссёр-постановщик: Тофик Шахвердиев)
11. 1979 — Ранние журавли  (совместно с В. Чечулиной) (Режиссёр-постановщик: Болотбек Шамшиев)
12. 1980 — Разжалованный  (короткометражный) (Режиссёр-постановщик: Александр Сокуров)
13. 1982 — Таможня  (Режиссёр-постановщик: Александр Муратов)
14. 1984 — Восемь дней надежды  (Режиссёр-постановщик: Александр Муратов)
15. 1985 — Контракт века  (Режиссёр-постановщик: Александр Муратов)
16. 1987 — Желаю Вам…  (короткометражный) (Режиссёр-постановщик: Юрий Мамин)
17. 1987 — Моонзунд  (Режиссёр-постановщик: Александр Муратов)
18. 1988 — День ангела  (Режиссёр-постановщик: Сергей Сельянов, Николай Макаров)
19. 1991 — Рукопись  (СССР/Франция) (Режиссёр-постановщик: Александр Муратов)
20. 1991 — Сады скорпиона  (монтажный фильм) (Режиссёр-постановщик: Олег Ковалов)
21. 1992 — Остров мёртвых  (документальный) (Режиссёр-постановщик: Олег Ковалов)
22. 1992 — Тайна  (Режиссёр-постановщик: Геннадий Беглов)
23. 1995 — Концерт для крысы  (Режиссёр-постановщик: Олег Ковалов)